# ترایریم

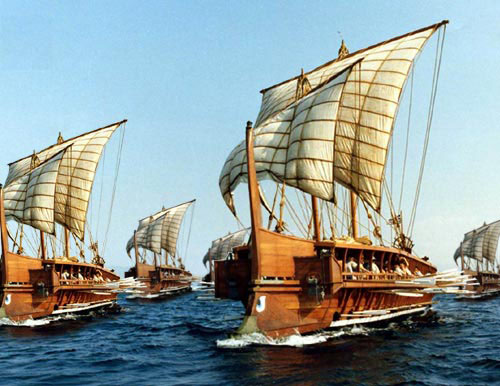
ناوگان ترایریم‌ها

ترایریم (به انگلیسی: Trireme) برگرفته از کلمه لاتین trirēmis به‌معنای «سه پارو»، و (به یونانی: τριήρης triērēs، به معنی سه پارو زن) یک کشتی باستانی و نوعی گالی است که توسط تمدن‌های دریایی باستانی مدیترانه و مخصوصاً فنیقی‌ها، یونان باستان و روم باستان استفاده می‌شده‌است.
نام ترایریم به‌دلیل وجود سه ردیف پارو است که هر پارو توسط یک فرد مدیریت می‌شود. ترایریم‌های اولیه نوعی توسعه یافته از پنتکنتر، نوعی کشتی باستانی با یک ردیف دارای ۲۵ پارو در هر طرف، و بایریم، نوعی کشتی جنگی با دو ردیف پارو، بودند که ریشه‌ای فنیقی داشتند. به عنوان یک کشتی، ترایریم سریع و چابک و کشتی جنگی برتر در مدیترانه در قرن هفتم تا چهارم پیش از میلاد بود و پس از آن به‌طور گسترده با کوادریرمسquadriremes و کوئینکورمسquinqueremes که بزرگ‌تر بودند جایگزین شد. ترایریم نقشی حیاتی در جنگ‌های ایران و یونان ایفا کرد و باعث ظهور امپراتوری دریایی آتن و سقوط آن در جنگ پلوپونز شد.
ترایریم همچنین گاهی برای اشاره به گالی‌های قرون وسطی و مدرن اولیه که دارای سه صف پارو زن در هر طرف بودند به کار می‌رود.